# Chay (motorfiets)
Chay is een historisch Argentijns scootermerk.
Vanaf 1953 werd in Buenos Aires (Argentinië) de Chay-scooter gebouwd. Hij was voorzien van een 125cc-tweetaktmotor met een liggende cilinder, drie versnellingen en kettingaandrijving. De scooter had zeer kleine 8 inch wielen, die onderling uitwisselbaar waren. Afgezien van deze kleine wielen leek de scooter op de Moto Guzzi Galletto.
Er volgde ook een 175cc-model waaruit weer een driewielige transportscooter werd ontwikkeld.